# 同期発電機
同期発電機（どうきはつでんき）は、界磁の作る磁界が電機子巻線を横切る回転速度に同期した電力を発電する交流発電機である。
回転子が界磁の、回転界磁形が一般的に用いられる。

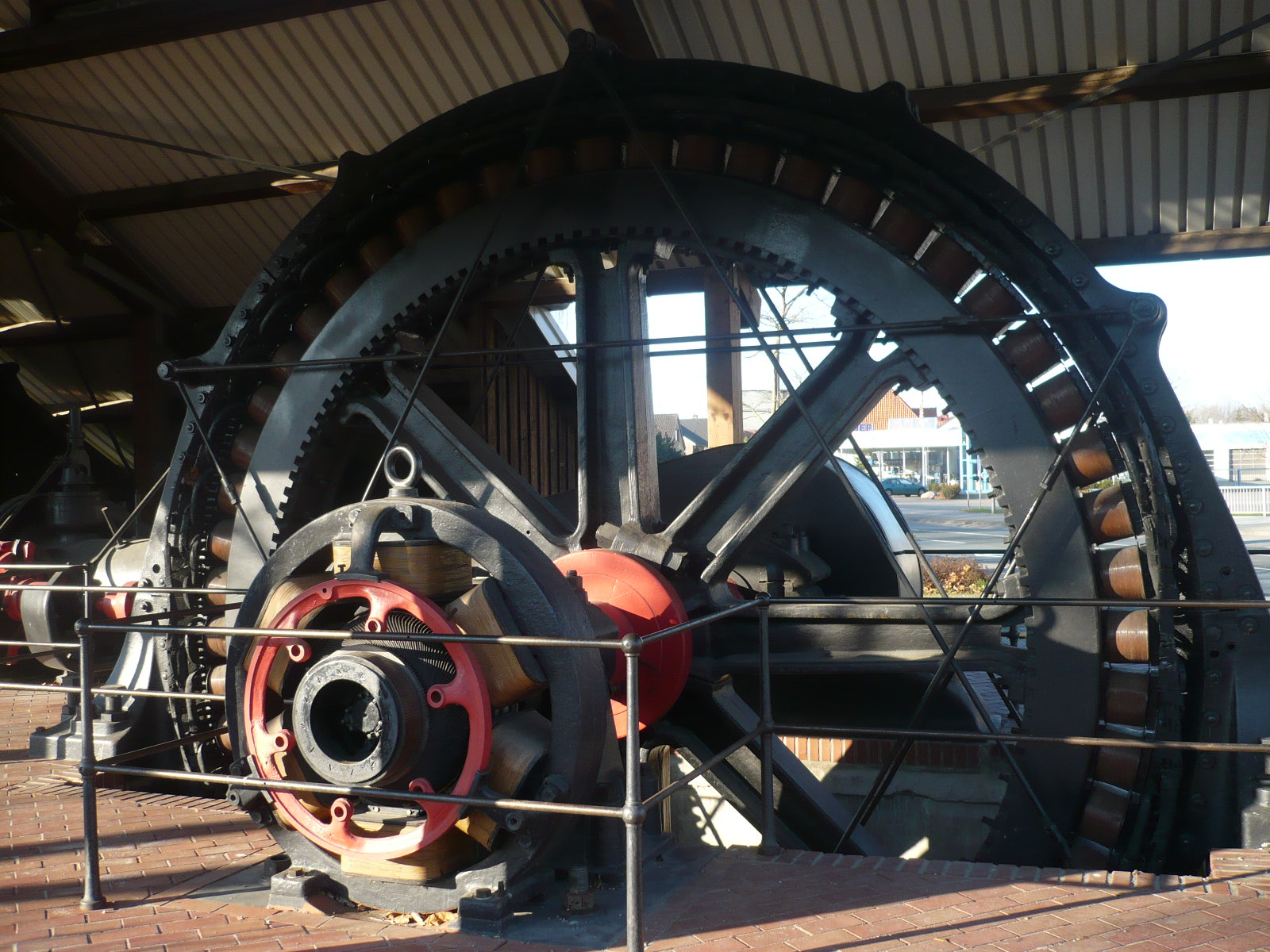
蒸気機関と同期発電機

## 特徴
誘導発電機と比べると次のような特徴がある。
- 系統投入時の突入電流が小さい。
- 力率の調整が可能である。
- 周波数が一定であれば定速度で運転が可能であり回転系の振動設計に有利。

## 電機子反作用
電機子電流（負荷電流）が、界磁が作った磁束を乱す作用である。電機子電圧と電機子電流の位相差（力率角）によって様子が異なる。

### 交差磁化作用（横軸反作用）
力率が1の時、回転方向前側の磁束を弱め、後側の磁束を強める作用である。理論的には、磁束を弱める作用と強める作用は同じ大きさだが、実機では、磁気飽和により磁束を強める働きの方が小さくなるため、全体として磁束はやや弱くなる。発電機では、磁束が遅れて、回転子（界磁極）が磁束を引っ張る形になる。

### 増磁作用（直軸反作用）
力率が進み（容量性負荷）のとき、磁束を強める方向で作用する。磁化作用とも言う。特に、負荷の力率が小さい場合（無負荷送電線の試充電など）は、負荷電流により磁束が強まることで電圧も高まり、そのため更に負荷電流が増えるという現象が発生し、電圧が著しく高くなること（自己励磁作用）がある。

### 減磁作用（直軸反作用）
力率が遅れ（誘導性負荷）のとき、磁束を弱める方向で作用する。

## 同期リアクタンス
電機子電圧は電機子電流が流れると、電機子反作用によって変化する。その変化は電機子電流に比例するので、その比例係数を同期インピーダンスZ s と呼ぶ。電機子電流I を流した発電機では、無負荷誘導起電力E0 と電機子端子電圧V の間には、
{\displaystyle V=E_{0}-Z_{s}I}
の関係がなりたつ。無負荷誘導起電力E0 は界磁の磁束が作り出す電圧で、無負荷時 (I =0) の時に測定される。Z s  I の項は、電機子電流I による電機子電圧V の変化を表す。
同期インピーダンスは、電機子巻線の抵抗ra（実数分）と同期リアクタンスX s（虚数分）に分解される。
{\displaystyle Z_{s}=r_{a}+jX_{s}}
大型の同期機では、巻線抵抗ra は同期リアクタンスX s よりも十分小さいので、巻線抵抗を無視して、同期リアクタンスと同期インピーダンスを同一視することも多い。
突極機では、直軸方向（界磁極の磁束の方向）に対する磁気抵抗と、横軸方向（界磁極と界磁極の間の方向）に対する磁気抵抗が異なるため、同期リアクタンスも異なってくる。この場合、直軸リアクタンスX d と横軸リアクタンスX q を用いた 二反作用理論 を用いる。

## 短絡比
定格電圧からの短絡電流I s が、定格電機子電流I n の何倍を表す比を 　短絡比 K s と言う。すなわち、
短絡比Ks = （定格電圧からの短絡電流Is）÷（定格電機子電流In）。
ここで、「定格電圧からの短絡電流I s 」とは、無負荷で定格電圧が出るよう界磁電流を調整し、電機子端子を三相短絡したとき流れる電機子電流である。
一般には、無負荷時に定格電圧が出る界磁電流{\displaystyle I_{f1}} と、短絡試験時に電機子電流が定格値となる界磁電流{\displaystyle I_{f2}} を用いて、短絡比を{\displaystyle K_{s}={\frac {I_{f1}}{I_{f2}}}} で求める。これは、短絡特性では界磁電流と電機子電流がほぼ比例することによる。定義に基づく試験では、短絡電流が定格を越えることがあるので避けている。短絡比の値の逆数は、単位法で表した同期リアクタンスと一致する。
単位法で表した同期リアクタンス{\displaystyle X_{pu}} は、同期リアクタンス{\displaystyle X_{s}} に定格電流{\displaystyle I_{n}} を流したときの電圧降下{\displaystyle X_{s}I_{n}} が、定格相電圧{\displaystyle V_{n}/{\sqrt {3}}}  の何倍になるかを表している。
{\displaystyle X_{pu}={\frac {{\sqrt {3}}X_{s}I_{n}}{V_{n}}}}
一方、定格電圧からの短絡電流{\displaystyle I_{s}} は、定格電圧{\displaystyle V_{n}}を同期リアクタンス{\displaystyle X_{s}} で制限した電流値{\displaystyle I_{s}={\frac {V_{n}}{{\sqrt {3}}X_{s}}}} である。短絡比の定義より、{\displaystyle K_{s}={\frac {I_{s}}{I_{n}}}={\frac {V_{n}}{{\sqrt {3}}X_{s}}}{\frac {1}{I_{n}}}={\frac {V_{n}}{{\sqrt {3}}X_{s}I_{n}}}={\frac {1}{X_{pu}}}}
短絡比の値は、水車発電機で0.8 - 1.2程度、タービン発電機で0.4 - 0.7程度である。
短絡比が大きな機械は、電機子電流を流しても電圧変動が小さく、安定した使いやすい機械である。鉄心が太く、磁気装荷が大きい鉄機械となり、寸法・重量が大きく、高価になる。短絡比が小さな機械は、電機子電流を流したときの電圧変動が大きい。細い鉄心に電機子巻線をたくさん巻き、電気装荷が大きい銅機械となる。

## 同期発電機の分類

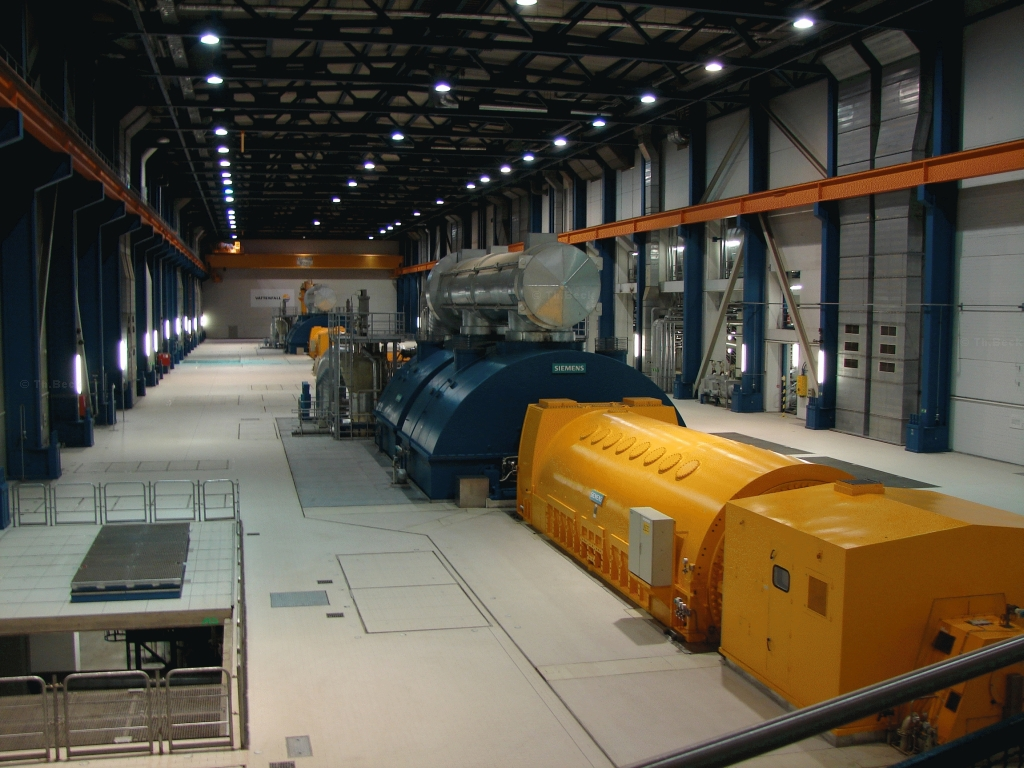
円筒機の例(シーメンス社)

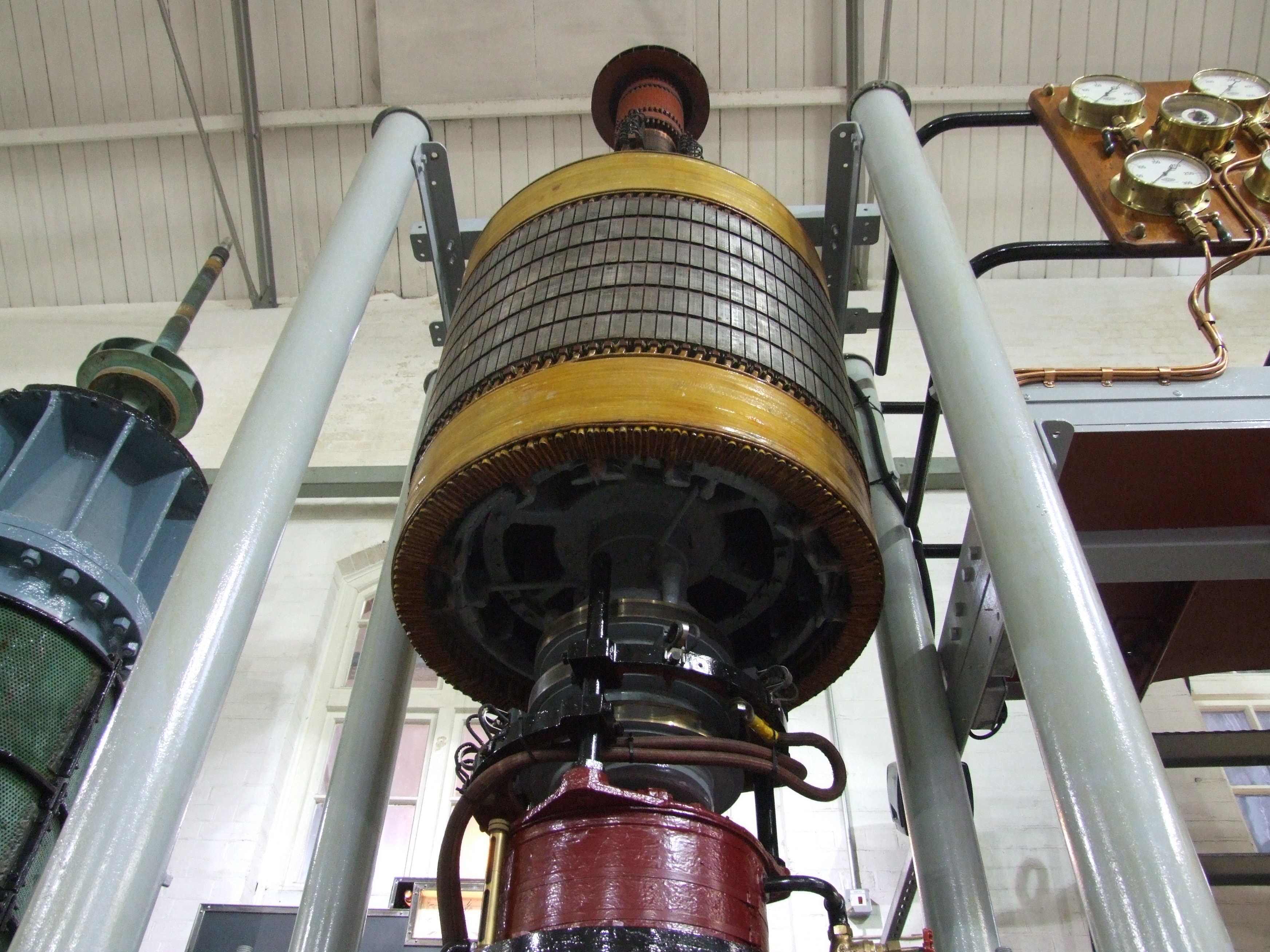
Rotor of a large water pump. The slip rings can be seen below the rotor drum.

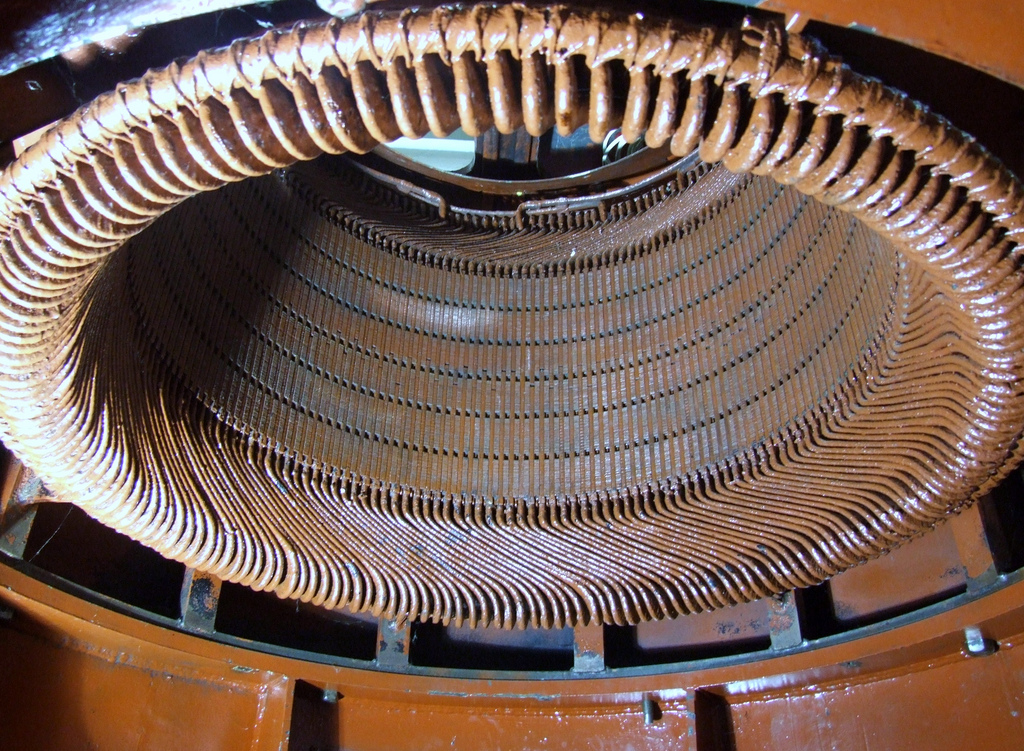
Stator winding of a large water pump

永久磁石同期発電機
回転子（界磁）に永久磁石を使用したものである。ダイナモやオルタネーターに用いる。
電磁石同期発電機
回転子（界磁）に電磁石を使用したものである。
大容量の発電所で三相交流を発生するのに用いられるのは三相同期発電機である。
円筒機
円筒形の鋼鉄にスロット（溝）を切り、界磁巻線を埋め込んだ回転子を用いる機械。高速回転に適するので、タービン発電機に用いられる。ギャップが一様で、直軸と横軸の同期リアクタンスが等しい。
突極機
界磁コイルを巻いた磁極をヨークに取り付けて作る回転子を用いた機械。極数の大きな機械が作れるので、水車発電機に用いられる。界磁極頭部でギャップがせまく、極間でギャップが広くなるため、直軸と横軸の同期リアクタンスが異なる。
回転界磁形
界磁極を回転させ、電機子を固定した機械。交流電力が発生する電機子巻線よりも、直流励磁する界磁巻線の方が電力が小さいため、一般にこちらが使われる。
回転電機子形
電機子を回転させ、界磁極を固定する機械。特殊な場合（ブラシレス励磁の励磁用発電機など）に使われる。
発電電動機
発電機と電動機の両方の定格を有する同期機。通常、揚水発電に用いられる。水車とポンプの都合上、発電時と電動機運転時で、回転方向を逆にすることが多い。
二重給電同期機
固定子および回転子の両方に多相の巻線を施し、多相交流を流す交流機。同期速度の上下で回転速度を変化させることができる。可変速揚水発電や風力発電に用いられる。
同期調相機
無効電力を電力系統に供給・吸収することを目的として、原動機や機械的負荷を回転軸につけずに運転する同期機。

## 仮想同期発電機
同期発電機は
- 慣性力・・・回転子の持つ慣性力により負荷の急変に対応する[2]
- 同期化力・・・位相ズレ→負荷トルクの変動→回転速度の変動による負のフィードバック作用によって位相ズレをなくす[3]

といった系統連系、供給電力の安定化に好ましい性質を持っている。これらの性質をインバーターにより出力する太陽光発電などに持たせるためコンピューター上で同期発電機をシミュレーションしインバーターの制御に反映する仮想同期発電機が考案され実用化されている。

これにより非常に多くの、大規模な分散型電源による安定した電力供給が可能になる。